# Kaykaus I
'Izz al-Dīn Kaykā'ũs bin Kaykhusraw, anche Kaykaus I (Lingua araba عز الدين كيكاوس بن كيخسرو ; Lingua turca I. Izzeddin Keykavus; ... – 1220), fu sultano del Sultanato turco di Iconio (o di Rum) dal 1211 al 1220. Apparteneva alla dinastia selgiuchide e fu primogenito di Kaykhusraw I.

## Biografia

### Successione
Alla morte di Kaykhusraw I nella Battaglia di Alaşehir nel 1211, la successione di Kaykaus fu contestata dai suoi fratelli minori, Kayferidun Ibrahim e il futuro Kayqubad I. Kayqubad ebbe inizialmente il sostegno dei vicini del sultanato, ovvero Leo II, re dell'Armenia cilicia, e Tughrilshah, suo zio e sovrano indipendente di Erzurum. Kayferidun attaccò invece il porto di Antalya, ottenuto di recente, con l'aiuto dei Franchi di Cipro. Gran parte degli emiri, tra cui la potente aristocrazia terriera del sultanato, sostenne Kaykaus, il quale, dalla sua base a Malatya, prese Kayseri e poi Konya, portando Leone II a cambiare schieramento e Kayqubad a fuggire nella fortezza di Ankara, dove cercò aiuto dai Turkmeni di Kastamonu. Kaykaus catturò ben presto entrambi i fratelli e si assicurò il trono per sé.
Durante questo periodo, Kaykaus negoziò un trattato di pace con Teodoro I Lascaris, imperatore bizantino di Nicea. Nonostante i Selgiuchidi e l'Impero di Nicea fossero ora in pace, però, i Turkmeni continuavano occasionalmente a seminare guai al confine.

### Frontiera occidentale e quinta crociata
Con Antalya al sicuro e i confini occidentali in pace, Kaykaus rivolse la sua attenzione all'occidente. Durante la quinta crociata, si alleò con i crociati, costringendo gli Ayyubidi in Egitto a combattere su due fronti.

### Conquista di Sinope

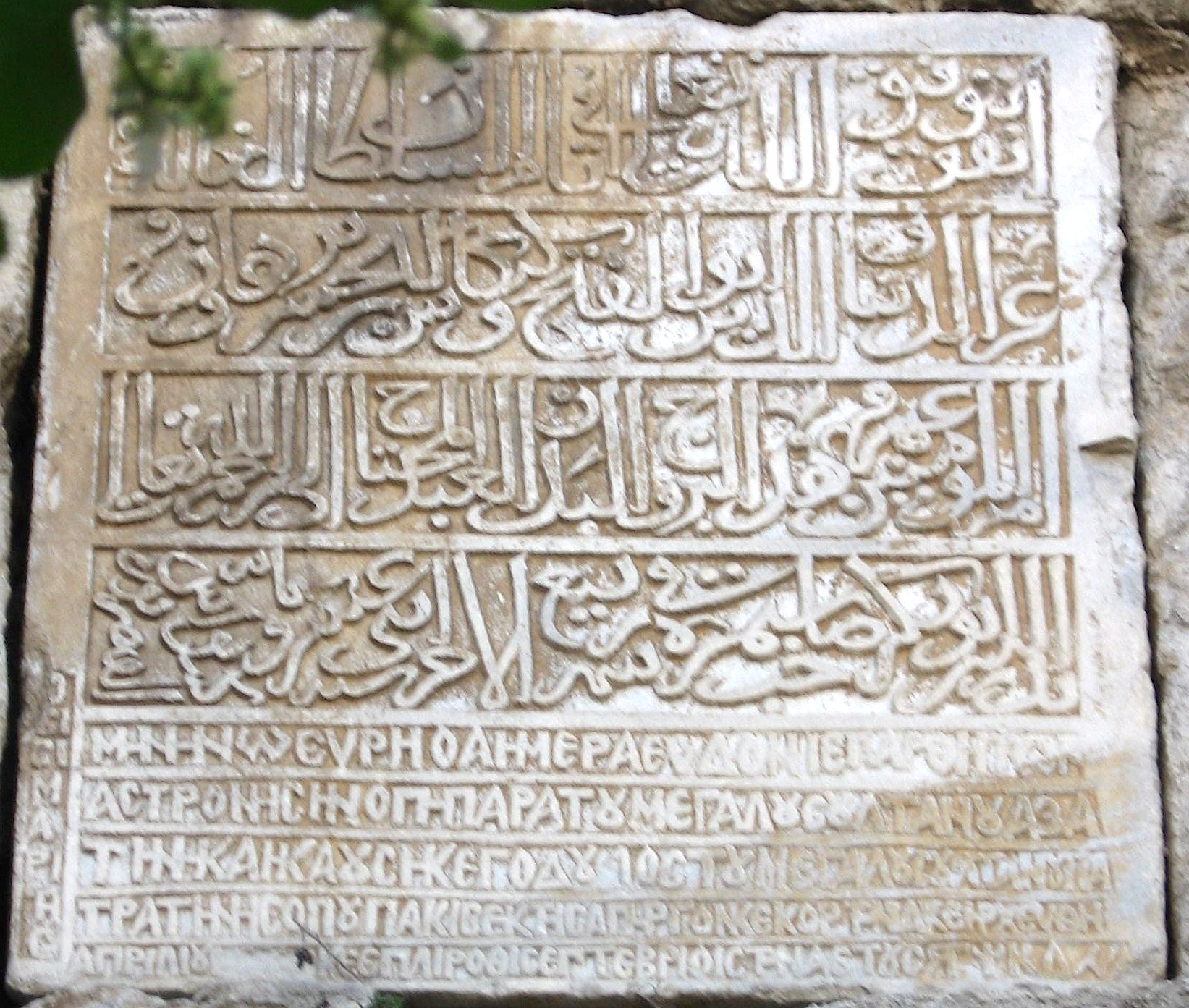
Iscrizione bilingue (in persiano e greco) di Kaykaus I a Sinope.

Il contributo più importante di Kaykaus al sultanato selgiuchide fu la presa di Sinope, il prestigioso porto che si affacciava sul Mar Nero. Nel 1214, i Turkmeni catturarono Alessio I, Gran Comneno dell'impero di Trebisonda, durante una battuta di caccia fuori dalla città. L'ostaggio fu restituito e reso libero in cambio di Sinope e il vassallaggio del territorio di Trapezus a est. I selgiuchidi tennero un fazzoletto di terra sul Mar Nero che comprendeva il porto mediterraneo di Antalya e pose una sorta di confine tra l'impero di Trebisonda e quello di Nicea. Il trasferimento avvenne il 1º novembre di quell'anno, e vi presenziarono sia il Gran Comneno che il sultano in persona. Alessio fu trattenuto per vari giorni, finché non gli fu permesso di ritornare a Trebisonda.
Dopo il trasferimento europei e bizantini continuarono a commerciare nella città. Kaykaus nominò un armeno, Rais Hetoum come governatore della popolazione mista tra greci e turchi, mentre fece convertire le chiese di Sinope in moschee. Tra l'aprile e il settembre del 1215 le mura furono ricostruite sotto la supervisione dell'architetto greco Sebastos, e col contributo economico di quindici emiri del sultanato. L'opera è commemorata in un'iscrizione bilingue greca e araba su una torre vicino alla porta occidentale.

## Monumenti
Nel 1212, Kaykaus costruì una madrasa ad Ankara, e nel 1217 la Şifaiye Medresesi a Sivas, progettata come ospedale e scuola medica. Il mausoleo del sultano si trova nell'eyvan dell'edificio sotto una cupola a cono. La facciata include un poema del sultano in piastrelle di maiolica blu.